# Modale jazz
Modale jazz is jazz gespeeld aan de hand van een modus. Dit in tegenstelling tot bijvoorbeeld bebop, waarbij aan de hand van een akkoordenschema wordt gemusiceerd.
Gedurende de jaren 50 was het voor jazzmusici gangbaar te improviseren op een manier die aansluit bij een van tevoren vastgesteld akkoordenpatroon. Een aantal muzikanten meende dat hierdoor de creativiteit aan banden werd gelegd en besloot daarom te experimenteren met modi. De aldus bekomen wijze van musiceren, resulteerde in muziek met een avontuurlijker en opener karakter. Sleutelfiguren in de stroming, die aan het begin van de jaren 60 dominantie verwierf, waren onder meer Miles Davis en John Coltrane.